# Saccopharynx thalassa
Saccopharynx thalassa is een straalvinnige vissensoort uit de familie van pelikaanalen (Saccopharyngidae). De wetenschappelijke naam van de soort is voor het eerst geldig gepubliceerd in 1985 door Nielsen & Bertelsen.